# Bryant Reeves
Bryant Reeves, detto Big Country (Fort Smith, 8 giugno 1973), è un ex cestista statunitense, professionista nella NBA.

## Carriera
Cresciuto nel piccolo centro abitato di Gans nelle campagne dello stato dell'Oklahoma, Reeves frequenta la Oklahoma State University dal 1991 al 1995. Durante il suo ultimo anno del quadriennio, con i suoi 21,5 punti e 9,5 rimbalzi di media, contribuisce a portare l'istituto fino alle final four del torneo NCAA 1995. Nel periodo universitario riceve anche il soprannome di "Big Country" con cui è comunemente noto.
In occasione del Draft NBA 1995 diviene il primo giocatore ad essere selezionato al draft dalla neonata franchigia dei Vancouver Grizzlies, che lo scelgono con la 6ª scelta assoluta. Nel suo anno da rookie realizza in media 13,3 punti e cattura 7,4 rimbalzi, in una squadra che però ha un rendimento decisamente negativo con 15 vittorie e 67 sconfitte stagionali che la rendono la peggiore della lega. L'anno seguente le cifre di Reeves si alzano a 16,2 punti e 8,1 rimbalzi, tuttavia i Grizzlies chiudono con un bilancio ancora peggiore di quello dell'anno precedente, viste le 14 vittorie e 68 sconfitte. Nel luglio 1997 sottoscrive un rinnovo contrattuale con i Grizzlies, mediante un accordo di sei anni per una cifra compresa tra i 60 e i 65 milioni di dollari che lo rende così uno degli sportivi più pagati di tutto il Canada. Nel 1997-1998 ritocca la sua media punti a 16,3 a partita, massimo in carriera, aggiungendo 7,9 rimbalzi, ma la squadra continua a perdere gran parte delle partite date le sole 19 vittorie stagionali.
Dopo il 1998, tuttavia, i chili in eccesso e gli infortuni cominciano a prendere il sopravvento. Il suo corpo già robusto subisce un aumento di peso in un periodo coinciso con l'inattività dovuta al mancato inizio della stagione NBA per via del lockout. A ciò, nel corso di una stagione iniziata nel febbraio 1999 ed eccezionalmente più breve, si aggiunge un intervento in artroscopia per riparare una lacerazione della cartilagine del ginocchio destro. Quell'anno riesce a giocare solo 25 partite di cui 14 da titolare, con numeri sensibilmente scesi a 10,8 punti e 5,5 rimbalzi di media. La franchigia intanto continua ad avere un bilancio pessimo, con 8 vittorie e 42 sconfitte.
I problemi fisici e di peso continuano ad influire anche in seguito, tanto che le sue cifre nel 1999-2000 parlano di 8,9 punti e 5,7 rimbalzi mentre nel 2000-2001 sono pari a 8,3 punti e 6,0 rimbalzi di media. Nell'ultima annata, su 75 presenze totalizzate, parte titolare solo in 48 occasioni. I Grizzlies, nel frattempo, continuano a chiudere all'ultimo posto in classifica nella Midwest Division, lontanissimi dai play-off.
Nell'estate 2001 la squadra si trasferisce da Vancouver a Memphis, ma Reeves nella nuova città finisce per non scendere mai in campo. Nel gennaio 2002, infatti, dopo aver saltato tutta la stagione fino a quel momento a causa di dolori cronici alla schiena, annuncia formalmente la fine della propria carriera.
Vari siti nazionali hanno successivamente indicato il suo rinnovo contrattuale del 1997 da più di 60 milioni di dollari in sei anni come uno dei peggiori contratti stipulati da una franchigia nella storia della NBA.

## Statistiche

### College
| Anno      | Squadra     | PG  | PT  | MP   | TC%  | 3P%  | TL%  | RP   | AP  | PRP | SP  | PP   |
| --------- | ----------- | --- | --- | ---- | ---- | ---- | ---- | ---- | --- | --- | --- | ---- |
| 1991-1992 | OSU Cowboys | 36  | 34  | 21,2 | 52,1 | -    | 63,3 | 5,1  | 0,7 | 0,2 | 0,7 | 8,1  |
| 1992-1993 | OSU Cowboys | 29  | 28  | 32,6 | 62,1 | 50,0 | 65,0 | 10,0 | 1,2 | 0,5 | 1,3 | 19,5 |
| 1993-1994 | OSU Cowboys | 34  | 34  | 34,4 | 58,5 | 0,0  | 59,5 | 9,7  | 1,5 | 0,8 | 2,1 | 21,0 |
| 1994-1995 | OSU Cowboys | 37  | 37  | 34,8 | 58,6 | 0,0  | 70,6 | 9,5  | 0,8 | 0,5 | 1,6 | 21,5 |
| Carriera  | Carriera    | 136 | 133 | 30,6 | 58,5 | 12,5 | 64,8 | 8,5  | 1,0 | 0,5 | 1,4 | 17,4 |

### NBA

#### Regular Season
| Anno      | Squadra             | PG  | PT  | MP   | TC%  | 3P%  | TL%  | RP  | AP  | PRP | SP  | PP   |
| --------- | ------------------- | --- | --- | ---- | ---- | ---- | ---- | --- | --- | --- | --- | ---- |
| 1995-1996 | Vancouver Grizzlies | 77  | 63  | 24,9 | 45,7 | 0,0  | 73,2 | 7,4 | 1,4 | 0,6 | 0,7 | 13,3 |
| 1996-1997 | Vancouver Grizzlies | 75  | 75  | 37,0 | 48,6 | 9,1  | 70,4 | 8,1 | 2,1 | 0,4 | 0,9 | 16,2 |
| 1997-1998 | Vancouver Grizzlies | 74  | 74  | 34,1 | 52,3 | 0,0  | 70,6 | 7,9 | 2,1 | 0,5 | 1,1 | 16,3 |
| 1998-1999 | Vancouver Grizzlies | 25  | 14  | 28,1 | 40,6 | 0,0  | 57,8 | 5,5 | 1,5 | 0,5 | 0,3 | 10,8 |
| 1999-2000 | Vancouver Grizzlies | 69  | 67  | 25,7 | 44,8 | 0,0  | 64,8 | 5,7 | 1,2 | 0,5 | 0,6 | 8,9  |
| 2000-2001 | Vancouver Grizzlies | 75  | 48  | 24,4 | 46,0 | 25,0 | 79,6 | 6,0 | 1,1 | 0,6 | 0,7 | 8,3  |
| Carriera  | Carriera            | 395 | 341 | 30,6 | 47,5 | 7,4  | 70,3 | 6,9 | 1,6 | 0,5 | 0,8 | 12,5 |

## Palmarès
- 2 volte NCAA AP All-America Third Team (1994, 1995)
- NBA All-Rookie Second Team (1996)